# Cercle sportif Don Bosco de Lubumbashi
Maillots
Actualités
Le Cercle sportif Don Bosco est un club de football congolais fondé en 1948, et basé à Lubumbashi. 
Les couleurs du club sont le bleu et le blanc. Les joueurs sont surnommés "Les Salésiens".
Le club participe  à la Linafoot (la première division congolaise).
Le club dispute la Coupe de la confédération en 2013, 2014 et 2016.

## Palmarès
- LIFKAT
  - Vainqueur : 2012
- Coupe de du Congo
  - Vainqueur : 2012
  - Finaliste : 2016

## Parcours en compétitions continentales
| Année | Compétitions              | Niveau            | Club                 | Domicile | Éxterieur | Cumulés |
| ----- | ------------------------- | ----------------- | -------------------- | -------- | --------- | ------- |
| 2013  | Coupe de la confédération | Tour préliminaire | Supersport United FC | 3-3      | 0-1       | 3-4     |
| 2014  | Coupe de la confédération | Tour préliminaire | VUSC                 | 3-0      | 0-1       | 3-1     |
| 2014  | Coupe de la confédération | 1er tour          | Djoliba AC           | 2-1      | 0-1       | 2-2 (e) |
| 2016  | Coupe de la confédération | 1er tour          | Misr El Maqasa       | 1-0      | 1-3       | 2-3     |

## Entraîneurs
- 2013 :  Fordson Kabole, adj.  Ecossais Mutombo pp.  Baltazar Kungila[3]
- 2013-2014 :  Andy Magloire Mfutila[4],[5]
- 2014-2017 :  Lamine N'Diaye[6],[4]
- 2017-2018 :  Zlatko Krmpotić
- 2018-2020 :  Isaac Kasongo
- 2020-2021:  Johan Curbilié[7],[8]
- 2021-2022 :  Eric Tshibasu[9],[7]
- 2022-2023 :  Isaac Kasongo[10],[9], adj.  David Mwakasu
- 2023 :  David Mwakasu (intérim)
- 2023-2024 :  Faustin Tshijika[10]
- 2024 :  Jean-Claude Loboko[11]
- 2024- :  Pamphile Mihayo